# G211 (China)
De G211 of Chinese nationale weg 211 is een nationale weg in de Volksrepubliek China met een lengte van 645 kilometer. Het beginpunt is Yinchuan in de autonome regio Ningxia, het eindpunt is Xi'an in Shaanxi. Het laatste deel van de G211 is gekoppeld aan G210. De route ligt in drie verschillende provincies (Ningxia, Gansu en Shaanxi) en verloopt in zuidoostelijke richting.

## Verloop
De belangrijkste steden en plaatsen aan G211.
- Ningxia
  - Yinchuan

- Gansu
  - Huan Xian, Qingyang

- Shaanxi
  - Xi'an

G010 
· G015 
· G020 
· G025 
· G030 
· G035 
· G040 
· G045 
· G050 
· G055 
· G065 
· G075

G101 
· G102 
· G103 
· G104 
· G105 
· G106 
· G107 
· G108 
· G109 
· G110 
· G111 
· G112

G201 
· G202 
· G203 
· G204 
· G205 
· G206 
· G207 
· G208 
· G209 
· G210 
· G211 
· G212 
· G213 
· G214 
· G215 
· G216 
· G217 
· G218 
· G219 
· G220 
· G221 
· G222 
· G223 
· G224 
· G225 
· G226 
· G227 
· G228 
· G229 
· G230 
· G231 
· G232 
· G233 
· G234 
· G235 
· G236 
· G237 
· G238 
· G239 
· G240 
· G241 
· G242 
· G243 
· G244 
· G245 
· G246 
· G247 
· G248

G301 
· G302 
· G303 
· G304 
· G305 
· G306 
· G307 
· G308 
· G309 
· G310 
· G311 
· G312 
· G313 
· G314 
· G315 
· G316 
· G317 
· G318 
· G319 
· G320 
· G321 
· G322 
· G323 
· G324 
· G325 
· G326 
· G327 
· G328 
· G329 
· G330 
· G331 
· G332 
· G333 
· G334 
· G335 
· G336 
· G337 
· G338 
· G339 
· G340 
· G341 
· G342 
· G343 
· G344 
· G345 
· G346 
· G347 
· G348 
· G349 
· G350 
· G351 
· G352 
· G353 
· G354 
· G355 
· G356 
· G357 
· G358 
· G359 
· G360 
· G361

G501 
· G502 
· G503 
· G504 
· G505 
· G506 
· G507 
· G508 
· G509 
· G510 
· G511 
· G512 
· G513 
· G514 
· G515 
· G516 
· G517 
· G518 
· G519 
· G520 
· G521 
· G522 
· G523 
· G524 
· G525 
· G526 
· G527 
· G528 
· G529 
· G530 
· G531 
· G532 
· G533 
· G534 
· G535 
· G536 
· G537 
· G538 
· G539 
· G540 
· G541 
· G542 
· G543 
· G544 
· G545 
· G546 
· G547 
· G548 
· G549 
· G550 
· G551 
· G552 
· G553 
· G554 
· G555 
· G556 
· G557 
· G558 
· G559 
· G560 
· G561 
· G562 
· G563 
· G564 
· G565 
· G566 
· G567 
· G568 
· G569 
· G570 
· G571 
· G572 
· G573 
· G574 
· G575 
· G576 
· G577 
· G578 
· G579 
· G580 
· G581 
· G601 
· G602 
· G603 
· G604 
· G605 
· G606 
· G607 
· G608 
· G609 
· G610 
· G611 
· G612 
· G613 
· G614 
· G615 
· G616 
· G617 
· G618 
· G619 
· G620 
· G621 
· G622 
· G623 
· G624 
· G625 
· G626 
· G627 
· G628 
· G629 
· G630 
· G631 
· G632 
· G633 
· G634 
· G635 
· G636 
· G637 
· G638 
· G639 
· G640 
· G641 
· G642 
· G643 
· G644 
· G645 
· G646 
· G647 
· G648 
· G649 
· G650 
· G651 
· G652 
· G653 
· G654 
· G655 
· G656 
· G657 
· G658 
· G659 
· G660 
· G661 
· G662 
· G663 
· G664 
· G665 
· G666 
· G667 
· G668 
· G669 
· G670 
· G671 
· G672 
· G673 
· G674 
· G675 
· G676 
· G677 
· G678 
· G679 
· G680 
· G681 
· G682 
· G683 
· G684 
· G685 
· G686 
· G687 
· G688 
· G689 
· G690 
· G691 
· G692 
· G693 
· G694 
· G695 
· G696 
· G697 
· G698 
· G699 
· G700 
· G701